# Coupe du Kazakhstan de football 1997-1998
Navigation
Édition précédente Édition suivante
La Coupe du Kazakhstan 1997-1998 est la 6e édition de la Coupe du Kazakhstan depuis l'indépendance du pays. Elle prend place du 15 juin 1997 au 10 juin 1998.
Cette édition concerne exclusivement les quatorze clubs de la première division 1997.
La compétition est remportée par l'Irtych Pavlodar qui l'emporte face au Kaysar-Hurricane Kyzylorda à l'issue de la finale pour gagner sa première coupe nationale. L'Irtych étant déjà qualifié pour la Coupe d'Asie des clubs champions 1998-1999, la place du vainqueur de la coupe en Coupe des coupe est réattribuée au Kaysar-Hurricane en qualité de finaliste.

## Premier tour
Les matchs aller sont joués entre le 6 et le 29 mai 1997 et les matchs retour entre le 28 mai et le 15 juillet suivant. Le Vostok-Ädil Öskemen et le Naryne Oural sont directement qualifiés pour le tour suivant.
| Club                            | Score  | Club                     | Aller | Retour |
| ------------------------------- | ------ | ------------------------ | ----- | ------ |
| Kaysar-Hurricane Kyzylorda (D1) | 2 - 0  | (D1) FK Aktobe           | 1 - 0 | 1 - 0  |
| Vostok-Adil Öskemen (D1)        | 0 - 2  | (D1) Batyr Ekibastouz    | 0 - 1 | 0 - 1  |
| Tselinnik Astana (D1)           | 4E - 4 | (D1) Ielimaï Semeï       | 3 - 0 | 1 - 4  |
| Ulytau Jezqazğan (en) (D1)      | 0 - 5  | (D1) Chakhtior Karagandy | 0 - 2 | 0 - 3  |
| Avtomobilist Kökşetaw (D1)      | 2 - 1  | (D1) Bolat Temirtaw (en) | 0 - 1 | 2 - 0  |
| Kaïrat Almaty (D1)              | 6 - 1  | (D1) Jiger Chimkent (ru) | 5 - 0 | 1 - 1  |

## Quarts de finale
Les matchs aller sont joués entre le 15 juin et le 8 octobre 1997 et les matchs retour entre le 20 juin et le 12 octobre.
| Club                       | Score | Club                            | Aller | Retour |
| -------------------------- | ----- | ------------------------------- | ----- | ------ |
| Batyr Ekibastouz (D1)      | 1 - 4 | (D1) Kaysar-Hurricane Kyzylorda | 0 - 1 | 1 - 3  |
| Chakhtior Karagandy (D1)   | 1 - 7 | (D1) FK Astana                  | 1 - 6 | 0 - 1  |
| Avtomobilist Kökşetaw (D1) | 2 - 3 | (D1) Kaïrat Almaty              | 1 - 1 | 1 - 2  |
| FK Taraz (D1)              | 2 - 3 | (D1) Irtych Pavlodar            | 2 - 2 | 0 - 1  |

## Demi-finales
Les matchs aller sont joués le 10 mai 1998 et les matchs retour le 23 mai suivant.
Au cours de l'intersaison entre les saisons 1997 et 1998 du championnat kazakh, le Kaïrat Almaty est repris en main par le ministère de la Défense kazakh qui réorganise le club pour former le CSKA-Kaïrat (en).
| Club                            | Score | Club                 | Aller | Retour |
| ------------------------------- | ----- | -------------------- | ----- | ------ |
| Kaysar-Hurricane Kyzylorda (D1) | 2 - 1 | (D1) FK Astana       | 1 - 1 | 1 - 0  |
| CSKA-Kaïrat Almaty (en) (D1)    | 0 - 2 | (D1) Irtych Pavlodar | 0 - 1 | 0 - 1  |

## Finale
La finale de cette édition oppose l'Irtych Pavlodar au Kaysar-Hurricane Kyzylorda. Les deux équipes disputent à cette occasion leur première finale de coupe.
La rencontre est disputée le 10 juin 1998 au stade central d'Almaty. Après une première mi-temps vierge, l'ouverture du score intervient finalement à la 50e minute de jeu lorsque Viktor Antonov donne l'avantage à l'Irtych. Le Kaysar-Hurricane réagît cependant dix minutes plus tard par l'intermédiaire de Marat Esmuratov qui remet les deux équipes à égalité. Aucun autre but n'est par la suite inscrit durant le reste du temps réglementaire, poussant le match à la prolongation. Celle-ci tourne très vite à la faveur de l'Irtych qui reprend l'avantage dès la 2e minute de la prolongation grâce à un nouveau but d'Antonov. Le score n'évolue plus par la suite et permet à l'Irtych de remporter sa première coupe nationale.
| Entraîneur :       |
| Vaït Talgaïev (en) |

| Entraîneur :           |
| Shayziddine Kenjebaïev |

| Entraîneur :       |
| Vaït Talgaïev (en) |

| Entraîneur :           |
| Shayziddine Kenjebaïev |